# Galaxie naine du Bouvier
Pour les articles homonymes, voir Bouvier.
La galaxie naine du Bouvier est une galaxie naine sphéroïdale du Groupe local située à environ 195 000 années-lumière (60 kpc) du Soleil dans la constellation du Bouvier, où elle apparaît très affectée par les forces de marée galactique exercées par la Voie lactée. Il s'agit d'une galaxie à faible brillance de surface dont la luminosité totale est de l'ordre de 100 000 fois la luminosité solaire.